# Quam Dilecta
Quam Dilecta è il terzo album del progetto musicale Musica Nuda (Petra Magoni e Ferruccio Spinetti), pubblicato nel 2006 per l'etichetta discografica RadioFandango.
Gli undici brani di musica sacra sono stati registrati live nella Chiesa di San Nicola di Pisa.

## Tracce
1. Ninna nanna - 2:23 (Johannes Brahms)
2. Ave Verum - 2:07 (Wolfgang Amadeus Mozart)
3. Fermarono i cieli - 2:26 (Sant'Alfonso Maria de' Liguori)
4. Impro S. Nicola - 1:44 (Petra Magoni - Ferruccio Spinetti)
5. Vorrei salir sull'ali d'una stella - 2:18 (Giulio Celli - Dino Menichetti)
6. Höchster mache deine Güte - 3:52 (Johann Sebastian Bach)
7. Deus - 3:17 (Nicola Toscano - Petra Magoni - Marco Masoni)
8. Angeli - 3:08 (Petra Magoni - Ferruccio Spinetti)
9. Signore delle cime - 3:35 (Bepi De Marzi)
10. Canzone di Natale - 3:45 (Giulio Celli - Dino Menichetti)
11. Quam Dilecta - 3:18 (Domenico Bartolucci)

## Formazione
- Petra Magoni - voce
- Ferruccio Spinetti - contrabbasso